# Watch the Throne
Albums par Jay-Z
The Hits Collection Volume 1
(2010) Magna Carta... Holy Grail
(2013)
Albums par Kanye West
My Beautiful Dark Twisted Fantasy
(2010) Cruel Summer
(2012)
Singles
1. H•A•M
Sortie : 11 janvier 2011
2. Otis
Sortie : 20 juillet 2011
3. Lift Off
Sortie : 23 août 2011
4. Niggas in Paris
Sortie : 13 septembre 2011
5. Why I Love You
Sortie : 13 septembre 2011
6. Gotta Have It
Sortie : 6 décembre 2011
7. No Church in the Wild
Sortie : 20 mars 2012

Watch the Throne est un album studio commun des rappeurs américains Jay-Z et Kanye West, sorti en 2011.

## Genèse
Le projet est annoncé fin août 2010 sur le compte Twitter de Kanye West. À l'origine prévu comme un « simple » EP en novembre 2010, ce projet est devenu un album entier, que les deux rappeurs prévoient d'élaborer dans le sud de la France. L'EP devait contenir des titres comme Monster et So Appalled, qui sont finalement sur l'album solo de Kanye West My Beautiful Dark Twisted Fantasy. Certains titres ont d'ores et déjà été enregistrés à Wiltshire en Angleterre,.
Il était prévu que les deux artistes soient crédités sous le nom de groupe The Throne'.

## Singles
Le 1er extrait, H•A•M, est présenté sur Internet le 11 janvier 2011. Le titre est produit par Lex Luger, un jeune producteur de 20 ans. H•A•M sera présente sur la version Deluxe de l'album. Le morceau est utilisé dans le film Projet X.
Le 2e extrait, Otis, est présenté le 20 juillet 2011 dans l'émission de Funkmaster Flex sur Hot 97 puis le lendemain sur Internet. Il utilise un sample de Try A Little Tenderness d'Otis Redding. Le clip est sorti le 11 août 2011. Il a été réalisé par Spike Jonze à Los Angeles. La Maybach modifiée utilisée dans la vidéo sera vendue aux enchères et les bénéfices seront versés aux victimes de la sécheresse dans la corne de l'Afrique.
Le 3e single, Lift Off avec Beyoncé, est paru courant août 2011. Bruno Mars avait été également annoncé sur le titre.
Les singles suivants sont Why I Love You et Niggas in Paris. Ils sortent le même jour, le 13 septembre 2011 et reprennent la même pochette, à savoir un détournement du drapeau français.

## Pochettes
La pochette et tout l'artwork ont été créés par le designer italien Riccardo Tisci. Il a également créé les pochettes des singles, notamment celle de Niggas in Paris, qui reprend le drapeau français.

## Promotion
Peu de promotion a été faite avant l'album. Le 7 juillet 2011, Jay-Z convie quelques journalistes et fans au Mercer Hotel de New York, pour une séance d'écoute en exclusivité de l’album et la présentation des pochettes album et singles. Toujours en juillet 2011, l'album est disponible en pré-commande sur le site officiel de l’album. Ensuite, seules quelques vidéos teaser sont parues,.
Par ailleurs, une boutique éphémère a été créée dans le quartier de SoHo à New York pour seulement vendre l'album. La boutique a ouvert le samedi 12 août 2011 et a refermé ses portes le lendemain.

## Succès
Aux États-Unis, l'album devient rapidement l'album le plus téléchargé sur iTunes en une semaine avec près de 290 000 albums, détrônant ainsi Viva la Vida or Death and All His Friends de Coldplay en 2008 qui avait atteint 282 000 ventes.

## Liste des titres
| No  | Titre                                         | Auteur | Compositeur(s)                                                     | Durée |
| --- | --------------------------------------------- | --- | ------------------------------------------------------------------ | ----- |
| 1.  | No Church in the Wild (featuring Frank Ocean) | Kanye West, Shawn Carter, Christopher Breaux, Charles Njapa, Michael Dean, Terius Nash, Gary Wright, Phil Manzanera, James Brown, Joseph Roach                                | 88-Keys, Kanye West, Mike Dean                                     | 4:32  |
| 2.  | Lift Off (featuring Beyoncé)                  | West, Carter, Jeff Bhasker, M. Dean, Peter Hernandez, Seal Samuel | Kanye West, Jeff Bhasker, Mike Dean, Q-Tip (co.), Don Jazzy (add.) | 4:26  |
| 3.  | Niggas in Paris                               | West, Carter, Chauncey Hollis, M. Dean, W.A. Donaldson | Hit-Boy, Kanye West, Mike Dean, Anthony Kilhoffer (add.)           | 3:39  |
| 4.  | Otis (featuring Otis Redding)                 | West, Carter, Harry Woods, Jimmy Campbell, Reg Connelly, Kirk Robinson, Roy Hammond, Brown, Roach                                                                             | Kanye West                                                         | 2:58  |
| 5.  | Gotta Have It                                 | West, Carter, Pharrell Williams, Chad Hugo, Brown, Roach, Tony Pinckney, Fred Wesley                                                                                          | The Neptunes, Kanye West (co.)                                     | 2:20  |
| 6.  | New Day                                       | West, Carter, Robert Diggs, M. Dean, Leslie Bricusse, Anthony Newley | Kanye West, RZA, Mike Dean, Ken Lewis (add.)                       | 4:32  |
| 7.  | That’s My Bitch                               | West, Carter, Kamaal Fareed, Bhasker, Justin Vernon, Brown, Bobby Byrd, Ronald Lenhoff, Jeremiah Lordan                                                                       | Kanye West, Q-Tip, Jeff Bhasker (co.)                              | 3:22  |
| 8.  | Welcome to the Jungle                         | West, Carter, Kasseem Dean, M. Dean | Swizz Beatz                                                        | 2:54  |
| 9.  | Who Gon Stop Me                               | West, Carter, Shama Joseph, M. Dean, Maurice Simmonds, Joshua Kierkegaard | Shama "Sak Pase" Joseph, Kanye West, Mike Dean (add.)              | 4:16  |
| 10. | Murder to Excellence                          | West, Carter, K. Dean, Larry Griffin Jr., Scott Mescudi, Quincy Jones, Harvey Mason, Jr., Joel Rosenbaum, Caiphus Semenya, Bill Summers], Mihaela Modorcea, Gabriela Modorcea | 'Murder' produit par Swizz Beatz 'Excellence' produit par S1       | 5:00  |
| 11. | Made in America (featuring Frank Ocean)       | West, Carter, Joseph, M. Dean, Breaux | Shama "Sak Pase" Joseph, Mike Dean (add.)                          | 4:52  |
| 12. | Why I Love You (featuring Mr Hudson)          | West, Carter, M. Dean, Philippe Cerboneschi, Hubert Blanc-Francard, Tony Camillo, Mary Sawyer                                                                                 | Mike Dean, Kanye West, Anthony Kilhoffer (co.)                     | 3:21  |

| 13. | Illest Motherfucker Alive           | West, Carter, M. Dean, Joshua Luellen, Mescudi                                     | Southside, Kanye West, Mike Dean                             | 5:25 |
| 14. | H•A•M                               | West, Carter, Lexus Lewis, M. Dean                                                 | Lex Luger, Kanye West (co.), Mike Dean (add.)                | 4:35 |
| 15. | Primetime                           | West, Carter, Ernest Wilson, Russell Simmons, Lawrence Smith, Maureen Reid         | No I.D.                                                      | 3:19 |
| 16. | The Joy (featuring Curtis Mayfield) | West, Carter, Curtis Mayfield, Peter Phillips, Mescudi, John Cameron, John Zachary | Pete Rock, Kanye West, Mike Dean (add.), Jeff Bhasker (add.) | 5:17 |

(co.) : coproducteur

(add.) : production additionnelle

## Samples
- No Church in the Wild contient des samples de K-Scope de Phil Manzanera, Sunshine Help Me de Spooky Tooth et Don't Tell a Lie About Me and I Won't Tell the Truth About You de James Brown[1].
- Niggas in Paris contient des samples de l'enregistrement Baptizing Scene du Révérend W.A. Donaldson ainsi qu'un dialogue entre Will Ferrell et Jon Heder tiré du film Les Rois du patin.
- Otis contient des samples de Try a Little Tenderness d'Otis Redding, Don't Tell a Lie About Me and I Won't Tell the Truth About You de James Brown, et Top Billin' d'Audio Two.
- Gotta Have It contient des samples de Don't Tell a Lie About Me and I Won't Tell the Truth About You, People Get Up and Drive Your Funky Soul and My Thang de James Brown.
- New Day contient des samples de Feeling Good de Nina Simone.
- That's My Bitch contient des samples de Get Up, Get Into It, Get Involved de James Brown et Apache d'Incredible Bongo Band.
- Who Gon Stop Me contient des samples de I Can't Stop de Flux Pavilion.
- Murder to Excellence contient des samples de La La La d'Indiggo Twins et Celie Shaves Mr./Scarification composé par Quincy Jones pour le film La Couleur pourpre.
- Why I Love You contient des samples de I Love You So de Cassius.
- Primetime contient des samples de Action d'Orange Krush.
- The Joy contient des samples de The Makings of You (Live) de Curtis Mayfield et Different Strokes de Syl Johnson.
- L'interlude entendue après No Church in the Wild, New Day et Welcome to the Jungle, et avant Illest Motherfucker Alive, contient des samples de Tristessa interprété par Orchestra Njervudarov.

## Tournée

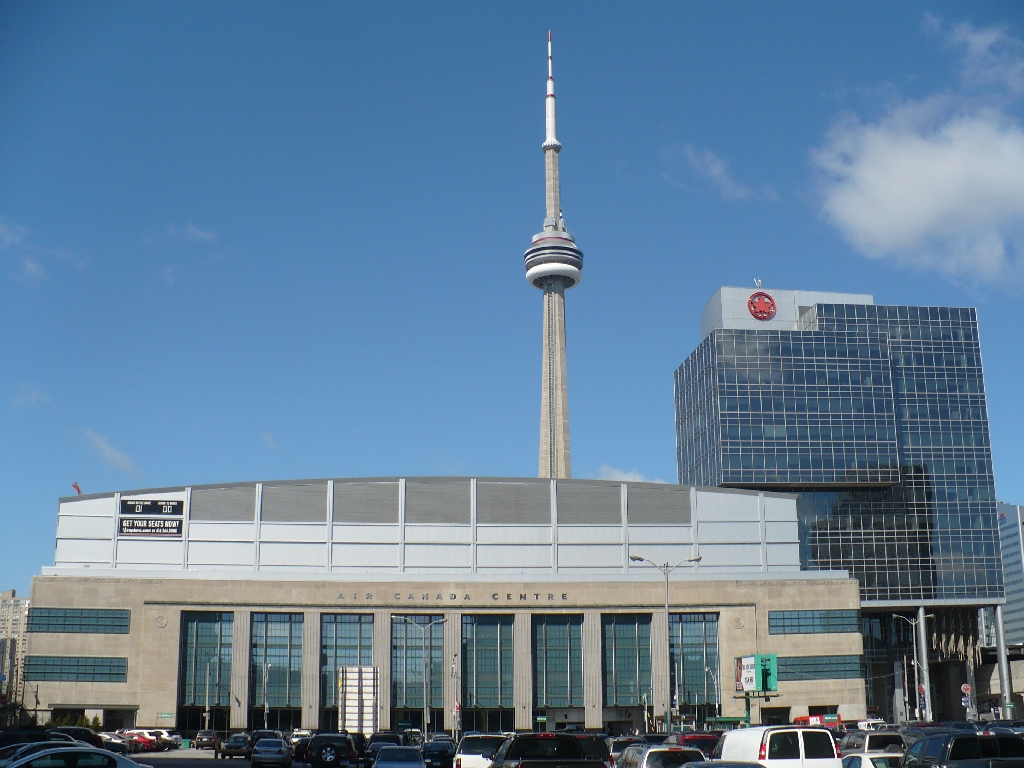
Le Centre Air Canada de Toronto.

## Classements et certifications
| Classement (2011)                                   | Meilleure position |
| --------------------------------------------------- | ------------------ |
| Australie - ARIA Charts                             | 2                  |
| Australie - ARIA Charts Urban                       | 1                  |
| Autriche - IFPI                                     | 12                 |
| Ultratop 40 (Région wallonne et Bruxelles-Capitale) | 16                 |
| Ultratop 50 (Région flamande)                       | 7                  |
| Canadian Albums Chart                               | 1                  |
| Danemark - Tracklisten                              | 2                  |
| Pays-Bas - MegaCharts                               | 3                  |
| Finlande                                            | 23                 |
| France - SNEP                                       | 10                 |
| Allemagne - Media Control Charts                    | 2                  |
| Irlande                                             | 5                  |
| Nouvelle-Zélande                                    | 4                  |
| Norvège                                             | 1                  |
| Écosse                                              | 3                  |
| Corée du Sud                                        | 6                  |
| Espagne                                             | 43                 |
| Suède - Sverigetopplistan                           | 27                 |
| Suisse - Swiss Music Charts                         | 1                  |
| UK Albums Chart                                     | 3                  |
| Classements des téléchargements                     | 1                  |
| UK Albums Chart - R&B Chart                         | 1                  |
| Billboard 200                                       | 1                  |
| Billboard Top R&B/Hip-Hop Albums                    | 1                  |
| Billboard Top Rap Albums                            | 1                  |

| Pays                  | Certification | Unités certifiées |
| --------------------- | ------------- | ----------------- |
| Australie (ARIA)      | Platine       | 70 000            |
| Canada (Music Canada) | Platine       | 80 000            |
| États-Unis (RIAA)     | 5 × Platine   | 5 000 000         |
| Royaume-Uni (BPI)     | Platine       | 300 000           |
| Suède (GLF)           | Or            | 20 000            |